# Tikkun Chatzot
Tikkun Chatzot (in ebraico תקון חצות‎?, lett. "Riparazione della mezzanotte"), scritto anche come Tikkun Chatzos, è una preghiera ebraica rituale recitata ogni notte dopo mezzanotte quale espressione di lutto e lamentazione per la distruzione del Tempio di Gerusalemme. Non viene osservata universalmente, sebbene sia popolare tra gli ebrei sefarditi e chassidim.

## Origini della tradizione
I saggi talmudisti hanno scritto che ogni ebreo deve essere in lutto e rimpiangere la distruzione del Tempio. L'origine del tempo di mezzanotte per dire la preghiera e studiare si ritrova in Salmi 119:62, attribuito a Davide: "Nel cuore della notte mi alzo a renderti lode per i tuoi giusti decreti." Si narra che Davide si accontentasse di soli "sessanta respiri di sonno" (Sukk. 29b) e che si alzasse a pregare e studiare la Torah a mezzanotte. La tradizione fu stabilita come Halakhah vincolante.
All'inizio gli ebrei Mizrahì aggiungevano i canti funebri (kinnot) della distruzione solo durante i tre Shabbat intermedi tra il diciassette di Tamuz e Tisha b'Av e non nei giorni settimanali. Dopo discussioni che mettevano in dubbio questa pratica di lutto specificamente di Shabbat, si decise di interrompere la recita del kinnot in questi giorni. Rabbi Isaac Luria annullò l'usanza di lutto nel giorno di Shabbat, ma dichiarò che il Tikkun Chatzot andava detto ogni giorno.
Lo Shulchan Aruch 1:3 afferma: "È giusto che ogni persona che abbia timor di Dio senta dolore e ansia per la distruzione del Tempio". La Mishnah Berurah sostiene: "I cabalisti hanno discusso lungamente l'importanza di alzarsi a mezzanotte [per recitare il Tikkun Chatzot, studiare la Torah e parlare con Dio] e quanto ciò sia grande".
I poskim citano una tradizione di recitare il Tikkun Chatzot durante i giorni delle settimane tra il 17 di Tamuz e Tisha b'Av. Il Tanya asserisce che si dovrebbe recitare Tikkun Chatzot ogni notte, se possibile. Poi raccomanda che, se uno non può farlo tutte le notti, di farlo almeno i giovedì notte, come preparazione allo Shabbat.

## Servizi
Tikkun Chatzot è suddiviso in due parti: Tikkun Rachel e Tikkun Leah, intitolate alle due mogli del Patriarca Giacobbe. Nei giorni quando non si recita Tachanun nelle preghiere del giorno, solo il Tikkun Leah viene detto (sebbene i sefarditi non recitino mai il Tikkun Chatzot di Shabbat e Yom Tov)..
Tikkun Chatzot è un servizio liturgico individuale; non c'è bisogno di un minian per eseguirlo, sebbene alcuni abbiano l'usanza di dirlo con un minian. A mezzanotte ci si siede per terra e su uno sgabello basso, ci si leva le scarpe (ma si possono indossare scarpe non di cuoio, dato che queste non sono considerate "scarpe" dalla Halakhah, q.v.), e si legge dal Libro di preghiere. Poiché il tempo ideale per recitare Tikkun Chatzot è l'ora che segue mezzanotte, la preghiera Tikkun Rachel può esser detta fino a mezz'ora (stagionale) prima di `alot hashachar/alba, e Tikkun Leah fino all'alba. Il metodo del rabbino Magen Avraham (usato anche dal Rebbe Nachman di Breslov) è che mezzanotte sia sei ore di orologio dopo il crepuscolo (quando appaiono 3 stelle medie - cfr. le definizioni di Zmanim). Il metodo usato dalla Mishnah Berurah è dodici ore dopo mezzogiorno (a metà strada tra alba e tramonto). Un altro modo di svolgere il Tikkun Chatzot al momento ideale è di farlo alle ore 24:00-mezzanotte (altro modo di interpretare Magen Avraham).
Secondo Siddur Beis Yaakov, di Rabbi Yaakov Emden, si legge Salmi 102, la "Preghiera dell'afflitto", prima di recitare Tikkun Rachel. Dopo si inizia il vero e proprio servizio recitando la confessione- Viddui che include Ashamnu e dopo si legge il Salmo 137, "Sui fiumi di Babilonia", e Salmo 79, "Salmo di Asaf". Successivamente si leggono i versetti dal Libro delle Lamentazioni, seguito dai kinnot, con usanze che variano da comunità in comunità, ma generalmente seguendo la tradizione di recitare cinque o sei kinnoth specialmente composti per Tikkun Chatzos, alcuni dei quali furono scritti da Rabbi Mosheh Alshich. Il servizio liturgico Tikkun Rachel si conclude con la lettura di Isaia 52:2, "Scuotiti la polvere, alzati..." Una versione più corta viene usata dai siddurim sefarditi e non include la "Preghiera dell'afflitto", con meno kinnos.
Tikkun Leah consiste di vari Salmi e viene recitato dopo Tikkun Rachel, o da solo nei giorni quando viene omesso il Tachanun.  I Salmi di Tikkun Leah sono 24,42,43,20,24,67,111,51,126. I Salmi 20 e 51 sono omessi quando non viene detto il Tikkun Rachel. Una breve preghiera conclude il Tikkun. È d'uso far seguire il Tikkun Chatzot con lo studio della Torah, in particolare il cabalistico Patach Eliyahu o la Mishnah. Alcuni imparano l'ultimo capitolo del Trattato Tamid, mentre altri studiano lo Zohar.